# Григорий (Хадзиураниу)
Епи́скоп Григо́рий (греч. Ἐπίσκοπος Γρηγόριος, в миру Иоа́ннис Хадзиурани́у, греч. Ιωάννης Γ. Χατζηουρανίου; 25 февраля 1968, Ларнака) — епископ Кипрской православной церкви, епископ Месаорийский, викарий Кипрской Архиепископии.

## Биография
Родился 25 февраля 1968 года в городе Ларнака Лапитской провинции Киринея.
Прослушал курс лекций для катехизаторов в организации Элладской Церкви Апостолики диакония (1986—1987), лекции по палеографии и эпиграфики в Институте образования Национального банка Греции в Афинах (1988—1991).
В 1990 году окончил богословский факультет Афинского университета. С 1989 по 2000 года трудился на кафедре патрологии богословского факультета Афинского университета в качестве научного сотрудника.
В 1992 году православном центре Константинопольского Патриархата в Шамбези, пригороде Женеве, прослушал семинар «Способы противостояния Церкви экологической проблеме».
В 1993 году прослушал курс лекций по методологии, истории и теории науки и семинар «Информатика в богословии» в Афинском университете.
С 1992 по 2000 год работал катехизатором в Афинской архиепископии и был заведующим студенческого общежития Илийской митрополии в Афинах.
В 1994 году окончил аспирантуру Selly Oak College Бирмингемского университета, а в 1996 году — аспирантуру Афинского университета, где получил степень магистра богословия за диссертацию на тему «Структура и герменевтика в словах „О блаженствах“ святителя Григория Нисского».
В 2000 году вернулся на Кипр и ещё в чине мирянина Архиепископом Кипрским Хризостомом I назначен проповедником Кипрской Архиепископии. С 2001 по 2008 год работал в системе среднего образования Кипра и преподавал в гимназиях Никосии.
6 мая 2001 году рукоположен в диакона, а 24 марта 2002 года — в сан пресвитера.
20 июля 2004 года возведён в сан архимандрита и назначен духовником.
Принимал участие в конференциях по богословию и византологии, где выступал с докладами на научные темы. Исследования и статьи архимандрита Григория опубликованы в коллективных трудах, научных журналах Александрийского Патриархата и Элладской Церкви. Является сотрудником радиостанции «Логос». Представлял Кипрскую Церковь на встречах и научных конференциях как на Кипре, так и за рубежом.
21 марта 2008 года избран викарным епископом Кипрской Архиепископии с титулом хорепископа Месаорийского. Архиерейская хиротония состоялась 30 марта 2008 года в Храме Пресвятой Богородицы в Паллуриотиссе, районе Никосии.